# (You're the) Devil in Disguise
'(You're the) Devil in Disguise'는 엘비스 프레슬리의 곡이다. 빌 자이언트, 버니 범, 플로렌스 케이가 작곡하고, 1963년 엘비스 프레슬리 뮤직이 출하했다.
1963년 8월 10일, 빌보드 싱글 차트에서 3위까지 올라갔다. 리듬 앤 블루스 차트에서는 9위인데, 이것은 엘비스의 최후의 리듬 앤 블루스 차트 상위 10위 진입 기록이다. 미국에서 500,000장 이상의 판매고를 올린 것으로 확인돼 RIAA에서 "골드" 인증을 받았다. 1963년 봄 일본의 유타매틱 레코드 차트에서 정상에까지 오르는 일도 있었다.
1963년 영국 BBC의 텔레비전 방송 "쥬크 박스 주리"에서 피로되었을 당시, 빈객 출연한 존 레논이 이 곡에다가 "실수(a miss)" 투표를 던지고, 엘비스가 "바야흐로 빙 크로스비 같은 게" 되었노라 깠다. 영국에서 이 곡은 싱글 차트 1위를 달성했다.
1963년 5월 26일 RCA 스튜디오에서 열린 녹음 세션에서 취입되었다. 이날 빌 포터가 엔지니어링 담당이었다. '(You're the) Devil in Disguise' 및 이 곡의 이면곡 'Please Don't Drag That String Around'는 원래 1963년 발매의 정규 앨범에 취입될 계획이었지만, RCA가 이것을 무르고 대신 싱글, 사운드트랙 앨범을 통해 풀기로 결정하였다.
조더네이어스의 베이스 가수 레이 워커가 이 곡에서 동원되어, 곡이 멎어들 때까지 "Oh, yes, you are"를 연방 부르고 있다.
1968년의 컴필레이션 앨범 "Elvis' Gold Records Volume 4"에 수록되어 있다.